# Župnija Podgraje
Župnija Podgraje je rimskokatoliška teritorialna župnija  dekanije Ilirska Bistrica Škofije Koper.

## Sakralni objekti
- - župnijska cerkev
- - podružnica